# Бодеграй
Бодеграй (хорв. Bodegraj) — населений пункт у Хорватії, у Бродсько-Посавській жупанії у складі громади Окучани.

## Населення
Населення за даними перепису 2011 року становило 392 осіб.
Динаміка чисельності населення поселення:

## Клімат
Середня річна температура становить 11,29 °C, середня максимальна – 25,63 °C, а середня мінімальна – -5,26 °C. Середня річна кількість опадів – 928 мм.
| Клімат поселення                              | Клімат поселення | Клімат поселення | Клімат поселення | Клімат поселення | Клімат поселення | Клімат поселення | Клімат поселення | Клімат поселення | Клімат поселення | Клімат поселення | Клімат поселення | Клімат поселення | Клімат поселення |
| Показник                                      | Січ.             | Лют.             | Бер.             | Квіт.            | Трав.            | Черв.            | Лип.             | Серп.            | Вер.             | Жовт.            | Лист.            | Груд.            |                  |
| Середній максимум, °C                         | 7,34             | 8,95             | 13,14            | 17,68            | 22,49            | 25,63            | 24,74            | 24,10            | 20,37            | 15,28            | 9,80             | 5,62             |                  |
| Середня температура, °C                       | 1,04             | 2,64             | 6,86             | 11,37            | 16,18            | 19,33            | 21,10            | 20,46            | 16,70            | 11,62            | 6,16             | 1,99             |                  |
| Середній мінімум, °C                          | −5,26            | −3,66            | 0,54             | 5,08             | 9,88             | 13,02            | 17,45            | 16,81            | 13,06            | 7,98             | 2,50             | −1,68            |                  |
| Норма опадів, мм                              | 59               | 53               | 64               | 79               | 84               | 100              | 86               | 87               | 76               | 82               | 87               | 71               |                  |
| Середньомісячна швидкість вітру, м/с          | 1.66             | 1.92             | 2.25             | 2.19             | 2.01             | 1.84             | 1.80             | 1.64             | 1.63             | 1.66             | 1.71             | 1.74             |                  |
| Середньомісячна сонячна радіація, кДж/м²·день | 4366             | 7162             | 11008            | 15368            | 19599            | 21730            | 22759            | 20118            | 14896            | 9253             | 4910             | 3623             |                  |
| --------------------------------------------- | ---------------- | ---------------- | ---------------- | ---------------- | ---------------- | ---------------- | ---------------- | ---------------- | ---------------- | ---------------- | ---------------- | ---------------- | ---------------- |
| Джерело:                                      |                  |                  |                  |                  |                  |                  |                  |                  |                  |                  |                  |                  |                  |